# Rectores de la Universidad Jaguelónica
La Universidad Jaguelónica de Cracovia es una de los universidades más antiguas de Europa. De la importancia de la institución y de las personalidades que la dirigieron da idea la universidad actual, un centro de conocimiento excepcional. Los rectores de la Universidad Jaguelónica, conocida también como Academia de Cracovia (en polaco: Akademia Krakowska) o Universidad de Cracovia (en polaco: Szkoła Główna Koronna), comienzan en 1400 con la restauración de la universidad bajo Eduviges I de Polonia y Vladislao II de Polonia. 

Documento autorizado por Jan Kro, rector en 1420.

## Akademia Krakowska

### 1400-1499
- 1400–1401 – Stanisław of Skarbimierz
- 1401–1402 – Jan Wajduta
- 1402–1403 – Mikołaj Gorzkowski
- 1403–1404 – Otton of Mstyczowa
- 1404–1405 – Jan Szafraniec (bishop)
- 1405–1406 – Jan Rzeszowski
- 1406–1407 – Mikołaj z Pyzdr
- 1407–1408 – Franciszek Kreysewicz z Brzegu
- 1408–1409 – Andrzej z Kokorzyna
- 1409–1410 – Eliasz z Wąwolnicy
- 1410–1411 – Mikołaj z Kozłowa
- 1411–1412 – Łukasz z Wielkiego Koźmina
- 1412–1413 – Mikołaj Hinczowic
- 1413–1414 – Stanisław of Skarbimierz
- 1414–1415 – Paweł Włodkowic
- 1416–1417 – Mikołaj Baudissin
- 1417-1418 – Mikołaj z Konradswalde
- 1418 – Jan Falkowski z Falkowa
- 1419 – Paweł Włodkowic
- 1419 – Pełka z Borzykowej
- 1419–1420 – Jan Kro
- 1420 – Jakub z Nowego Sącza
- 1420–1421 – Jakub z Zaborowa
- 1421 – Mikołaj Goldberg
- 1421–1422 – Tomasz z Chrobrza
- 1422 – Aleksander Mazowiecki, príncipe de Masovia
- 1423 – Jakub Peyser
- 1423–1424 – Maciej z Koła
- 1424 – Jan z Radochoniec
- 1424–1425 – Jakub z Zaborowa
- 1425 – Johannes de Saccis
- 1426 – Andrzej z Kokorzyna
- 1426–1427 – Władysław Oporowski
- 1427 – Jan Elgot
- 1427–1428 – Benedykt Hesse
- 1428–1429 – Wawrzyniec z Raciborza
- 1429 – Andrzej z Kokorzyna
- 1429–1430 – Franciszek Kreysewicz
- 1430 – Jan z Wielunia
- 1430–1431 – Andrzej z Buku
- 1431 – Jan z Radochoniec
- 1431–1432 – Dersław z Borzynowa
- 1432–1433 – Tomasz ze Strzempina
- 1433 – Mikołaj Tempelfeld
- 1433–1434 – Tomasz z Bodzentyna
- 1434 – Stanisław z Uścia
- 1434–1435 – Jan Puszka
- 1435 – Michał z Szydłowa
- 1435–1436 – Andrzej z Buku
- 1436–1437 – Jan z Jastrzębia
- 1437 – Jakub z Zaborowa
- 1437–1438 – Jan Elgot
- 1438 – Dersław z Borzynowa
- 1438–1439 – Mikołaj z Krakowa
- 1439–1440 – Jakub Parkosz
- 1440 – Jan z Dobry
- 1440–1441 – Jakub Parkosz
- 1441–1442 – Paweł z Piotrkowa
- 1442–1443 – Stanisław Cielątko
- 1443–1444 – Tomasz ze Strzempina
- 1444 – Jakub z Zaborowa
- 1444–1445 – Bartłomiej z Radomia
- 1445–1446 – Stanisław Cielątko
- 1446 – Stanisław z Sobniowa
- 1446–1447 – Jan z Dąbrówki
- 1447 – Jakub z Zaborowa
- 1447–1448 – Jakub ze Stradomia
- 1448–1449 – Mikołaj Bylina
- 1449 – Maciej
- 1449–1450 – Benedykt Hesse
- 1450–1451 – Andrzej z Sadowia
- 1451 – Benedykt Hesse
- 1451–1452 – Jan z Dąbrówki
- 1452 – Jan z Pniew
- 1452–1453 – Jan ze Słupcy
- 1453 – Mikołaj z Kalisza
- 1453–1454 – Jan z Dąbrówki
- 1454 – Benedykt Hesse
- 1454–1455 – Mikołaj Bylina
- 1455–1456 – Benedykt Hesse z Krakowa
- 1456–1457 – Jan z Pniew
- 1457–1458 – Kasper Rokenberg
- 1458–1459 – Jan z Dąbrówki
- 1459–1460 – Kasper Rokenberg z Krakowa
- 1460 – Wojciech z Liśca
- 1460–1461 – Sędziwój Tęczyński
- 1461–1462 – Mikołaj Bylina
- 1462–1463 – Arnolf z Mirzyńca
- 1463 – Paweł z Kłobucka
- 1463–1464 – Mikołaj z Kalisza
- 1464–1465 – Petrus Gaszowiec
- 1465–1466 – Andrzej Grzymała
- 1466–1467 – Paweł z Kłobucka
- 1467–1468 – Jan z Dąbrówki
- 1468–1469 – Jan z Latoszyna
- 1469 – Stanisław z Szadka
- 1469–1470 – Mikołaj Bylina
- 1470 – Petrus Gaszowiec Loćmierzy
- 1470–1471 – Arnolf z Mirzyńca
- 1471–1472 – Jan z Dąbrówki
- 1472 – Klemens z Górki
- 1472–1473 – Maciej z Kościana
- 1473–1474 – Maciej z Błędowa
- 1474 – Jakub z Szadka
- 1474–1475 – Maciej z Błędowa
- 1475–1476 – Jakub z Szadka
- 1476–1477 – Jan ze Słupcy
- 1477–1478 – Maciej z Kobylina
- 1478–1479 – Stanisław z Zawady
- 1479 – Jerzy Proger
- 1479–1480 – Jan z Oświęcimia
- 1480–1481 – Arnolf z Mirzyńca
- 1481 – Klemens z Górki
- 1481–1482 – Stanisław z Brzezin
- 1482–1483 – Maciej z Kościana
- 1483–1484 – Jan
- 1484–1485 – Maciej z Kobylina
- 1485 – Maciej z Kościana
- 1485–1487 – Jan z Baruchowa
- 1487–1488 – Mikołaj z Krakowa
- 1488–1489–  Maciej z Kobylina
- 1489 – Stanisław z Kobylina
- 1489 – Maciej z Kobylina
- 1489–1490 – Bernard Mikisch
- 1490 – Stanisław z Brzezin
- 1490 – Maciej z Kobylina
- 1490–1491 – Jan z Pilczy
- 1491–1492 – Maciej z Kobylina
- 1492–1493 – Jan z Latoszyna
- 1493 – Jan ze Staniszewic
- 1493–1495 – Jan (Sacranus) z Oświęcimia
- 1495 – Maciej z Szydłowa
- 1495–1496 – Walenty z Olkusza
- 1496–1497 – Andrzej z Łabiszyna
- 1497–1498 – Jan z Wysoki
- 1498–1499 – Jan V Thurzo
- 1499 – Jan ze Starzechowic

### 1500-1599
- 1499–1500 – Walenty z Olkusza
- 1500 – Jan z Reguł
- 1500–1501 – Wojciech z Pniew
- 1501 – Mikołaj z Pilczy
- 1501–1502 – Maciej Miechowita
- 1502 – Jan z Reguł
- 1502–1503 – Marcin Łysy
- 1503–1504 – Jakub z Gostynina
- 1504–1505 – Jan Amicinus
- 1505–1506 – Maciej Miechowita
- 1506–1507 – Bernard z Biskupiego
- 1507 – Jan z Reguł
- 1507–1508 – Maciej Miechowita
- 1508 - Jan z Reguł
- 1508–1509 – Stanisław Skawinka
- 1509–1510 – Stanisław Biel (rector)
- 1510–1511 – Adam of Łowicz
- 1511–1512 – Maciej Miechowita
- 1512–1513 – Jan (Sacranus) z Oświęcimia
- 1513–1514 – Michał Twaróg of Bystrzyków
- 1514–1515 – Andrzej Gorra
- 1515–1516 – Jakub z Ercieszowa
- 1516–1517 – Jan Amicinus
- 1517–1518 – Stanisław Biel z Nowego Miasta
- 1518–1519 – Maciej Miechowita
- 1519–1521 – Jakub z Ercieszowa
- 1521 – Jan (Sacranus) z Oświęcimia
- 1521–1522 – Stanisław Biel z Nowego Miasta
- 1522–1524 – Marcin Biem
- 1524–1525 – Jakub z Ercieszowa
- 1525–1526 – Piotr Wedeliciusz
- 1526 – Jan Amicinus
- 1526–1527 – Łukasz Noskowski
- 1527 – Marcin Biem z Olkusza
- 1527–1529 –  Bernard z Biskupiego
- 1529–1530 – Mikołaj z Koprzywnicy
- 1530–1531 – Marcin Biem z Olkusza
- 1531–1532 – Stanisław Biel z Nowego Miasta
- 1532–1533 – Jakub z Ercieszowa
- 1533 – Stanisław Biel z Nowego Miasta
- 1533–1534 – Mikołaj Mleczko z Wieliczki
- 1534–1536 – Marcin Biem
- 1536–1537 – Marcin Bełza
- 1537–1538 – Grzegorz Snopek z Szamotuł
- 1538–1540 – Grzegorz ze Stawiszyna
- 1540–1541 – Jan Grodek
- 1541–1542 – Erazm Wonsam
- 1542–1543 – Mikołaj Mleczko z Wieliczki
- 1543–1545 – Jan Prosiński
- 1545–1546 – Jan Grodek z Sanok
- 1546–1548 – Zygmunt ze Stężycy
- 1548–1549 – Mikołaj z Szadka Prokopowicz
- 1549–1551 – Jakub Friedel
- 1551–1552 – Jan Grodek z Sanok
- 1552–1554 – Antoni z Napąchania
- 1554–1555 – Zygmunt ze Stężycy
- 1555–1557 – Maciej Łącki
- 1557–1558 – Mikołaj z Szadka Prokopowicz
- 1558–1560 – Marcin Krokier
- 1560–1561 – Mikołaj z Szadka Prokopowicz
- 1561–1562 – Jan z Turobina
- 1562–1563 – Marcin Krokier z Krakowa
- 1563–1564 – Sebastian Janeczka
- 1564–1565 – Zygmunt ze Stężycy
- 1565–1566 – Jan Dobrosielski
- 1566–1567 – Marcin Krokier
- 1567–1568 – Zygmunt ze Stężycy
- 1568 – Marcin Krokier
- 1568–1570 – Jan z Turobina
- 1570–1571 – Stanisław Stalek
- 1571–1573 – Mikołaj z Bodzęcina
- 1573–1574 – Marcin Glicjusz
- 1574–1575 – Jakub Górski
- 1575 – Jan z Turobina
- 1575–1576 – Jakub Górski
- 1576–1577 – Stanisław Stalek
- 1577–1578 – Marcin Glicjusz z Pilzna
- 1578–1579 – Jakub Górski
- 1579–1581 – Marcin Glicjusz z Pilzna
- 1581 – Stanisław Zawadzki
- 1581–1583 – Jakub Górski
- 1583 – Jan z Wieliczki
- 1583–1585 – Marcin Glicjusz z Pilzna
- 1585–1586 – Marcin Fox
- 1586–1587 – Piotr z Gorczyna
- 1587–1588 – Marcin Glicjusz z Pilzna
- 1588 – Stanisław Zawadzki (Picus)
- 1588–1589 – Marcin Glicjusz z Pilzna
- 1589 – Piotr z Gorczyna
- 1589–1591 – Mikołaj Dobrocieski
- 1591 – Marcin Glicjusz z Pilzna
- 1591–1592 – Stanisław Stalek
- 1592–1593 – Jan Muscenius
- 1593 – Stanisław Stalek
- 1593–1594 – Piotr z Gorczyna
- 1594–1595 – Jan Muscenius
- 1595–1596 – Walenty z Widawy
- 1596–1597 – Piotr z Gorczyna
- 1597–1599 – Walenty Fontanus
- 1599 – Piotr z Gorczyna
- 1599–1600 – Jan Muscenius

### 1600-1699
- 1600 – Mikołaj Dobrocieski
- 1600–1601 – Walenty z Widawy
- 1601–1602 – Jan Muscenius
- 1602 – Mikołaj Dobrocieski
- 1602–1603 – Walenty Fontanus
- 1603–1604 – Mikołaj Dobrocieski
- 1604–1605 – Piotr z Gorczyna
- 1605–1607 – Andrzej Schoneus
- 1607–1608 – Sebastian Krupka
- 1608 – Andrzej Schoneus
- 1608–1610 – Adam Falęcki
- 1610 – Piotr z Gorczyna
- 1610–1611 – Adam Falęcki
- 1611–1613 – Andrzej Schoneus z Głogowa
- 1613 – Piotr z Gorczyna
- 1613–1614 – Andrzej Schoneus z Głogowa
- 1614 – Sebastian Krupka z Wieliczki
- 1614–1615 – Jakub Janidło
- 1615–1616 – Sebastian Krupka
- 1616–1617 – Walenty Fontanus
- 1617–1618 – Bazyli Goliniusz
- 1618–1619 – Jakub Janidło z Bodzentyna
- 1619–1620 – Sebastian Krupka z Wieliczki
- 1620–1621 – Jakub z Turobina
- 1621–1622 – Jakub Najmanowicz
- 1622–1623 – Bazyli Goliniusz
- 1623–1624 – Jakub Najmanowicz
- 1624–1625 – Sebastian Krupka
- 1625–1626 – Jakub Najmanowicz
- 1626–1627 – Daniel Sigonius
- 1627 – Krzysztof Najmanowicz
- 1627–1628 – Wojciech Borowski
- 1628 – Jakub Najmanowicz
- 1628–1630 – Daniel Sigonius
- 1630–1631 – Adam Opatowczyk (Opatovius) z Opatowa
- 1631–1633 – Jakub Najmanowicz
- 1633–1634 – Krzysztof Najmanowicz
- 1634–1635 – Jakub Najmanowicz
- 1635–1637 – Adam Opatowczyk (Opatovius) z Opatowa
- 1637 – Daniel Sigonius
- 1637–1639 – Wojciech Borowski
- 1639–1640 – Maciej Wojeński
- 1640–1641 – Stanisław Pudłowski
- 1641 – Jakub Najmanowicz
- 1641–1642 – Adam Opatowczyk (Opatovius) z Opatowa
- 1642–1643 – Jakub Papenkowic
- 1643–1645 – Jakub Witeliusz
- 1645–1646 – Wawrzyniec Śmieszkowicz
- 1646–1648 – Jakub Witeliusz
- 1648 – Paweł Herka
- 1648 – Zygmunt Gregorowicz
- 1648–1649 – Jakub Papenkowic
- 1649–1650 – Stanisław Różycki
- 1650–1651 – Gabriel Ochocki
- 1651–1652 – Jakub Górski
- 1652 – Zygmunt Gregorowicz
- 1652 – Jan Brożek
- 1652–1653 – Wawrzyniec Alfons Karyński
- 1653–1655 – Gabriel Ochocki
- 1655 – Maciej Kraśnicki
- 1655–1657 – Adam Rosczewic
- 1657–1659 – Franciszek Roliński
- 1659–1660 – Stanisław Jurkowski
- 1660–1661 – Adam Rosczewic
- 1661–1662 – Wojciech Łańcucki
- 1662–1663 – Andrzej Kucharski
- 1663 – Adam Rosczewic
- 1663–1665 – Andrzej Kucharski
- 1665–1666 – Stanisław Jurkowski
- 1666–1667 – Franciszek Roliński
- 1667–1668 – Wojciech Łańcucki
- 1668–1670 – Szymon Stanisław Makowski
- 1670 – Andrzej Kucharski
- 1670–1671 – Wojciech Łańcucki
- 1671–1672 – Szymon Stanisław Makowski
- 1672–1674 – Wojciech Łańcucki
- 1674–1676 – Szymon Stanisław Makowski
- 1676 – Andrzej Kucharski
- 1676–1678 – Wojciech Łańcucki
- 1678–1679 – Andrzej Kucharski
- 1679 – Wojciech Dąbrowski
- 1679–1681 – Wojciech Papenkowic
- 1681 – Wojciech Dąbrowski
- 1681–1682 – Szymon Stanisław Makowski
- 1682–1683 – Wojciech Łańcucki
- 1683–1684 – Jakub Baltazarowicz
- 1684–1686 – Franciszek Przewoski
- 1686–1687 – Samuel Formankowicz
- 1687–1689 – Marcin Winkler
- 1689–1690 – Jan Michalski
- 1690–1692 – Franciszek Przewoski
- 1692–1693 – Krzysztof Sowiński
- 1693–1695 – Sebastian Piskorski
- 1695–1696 – Marcin Winkler
- 1696–1698 – Krzysztof Sowiński
- 1698–1699 – Sebastian Piskorski
- 1699–1701 – Maciej Psojecki

### 1700-1777
- 1701–1702 – Piotr Praczlewicz
- 1702–1704 – Andrzej Krupecki
- 1704–1706 – Piotr Praczlewicz
- 1706–1710 – Andrzej Krupecki
- 1710–1711 – Piotr Praczlewicz
- 1711–1713 – Andrzej Krupecki
- 1713–1714 – Marcin Węgrzynowicz
- 1714–1716 – Marcin Ośliński
- 1716 – Andrzej Krupecki
- 1716–1718 – Gabriel Profecki
- 1718–1719 – Wojciech Jodłowski
- 1719–1721 – Bazyli Płaszczewski
- 1721–1724 – Marcin Waleszyński
- 1724–1725 – Jan Antoni Luchini
- 1725–1727 – Marcin Kurowski
- 1727–1728 – Jan Antoni Luchini
- 1728–1729 – Stanisław Markiowicz
- 1729–1731 – Marcin Waleszyński
- 1731–1732 – Franciszek Kalewski
- 1732–1734 – Marcin Waleszyński
- 1734–1735 – Maciej Ziętkiewicz
- 1735–1737 – Jan Antoni Luchini
- 1737–1738 – Piotr Aleksander Szymakowski
- 1738–1740 – Jan Antoni Luchini
- 1740–1741 – Kazimierz Pałaszowski
- 1741–1743 – Jan Antoni Luchini
- 1743–1744 – Wojciech Myciński
- 1744–1746 – Kazimierz Pałaszowski
- 1746–1747 – Jan Antoni Luchini
- 1747–1749 – Stanisław Filipowicz
- 1749–1750 – Kazimierz Pałaszowski
- 1750–1752 – Stanisław Filipowicz
- 1752–1753 – Wojciech Myciński
- 1753–1754 – Stanisław Mamczyński
- 1754–1756 – Stanisław Filipowicz
- 1756–1757 – Kazimierz Pałaszowski
- 1757–1758 – Józef Grzegorz Popiołek
- 1758–1759 – Stanisław Filipowicz
- 1759–1760 – Stanisław Mamczyński
- 1760–1762 – Kazimierz Jarmundowicz
- 1762–1763 – Kazimierz Stęplowski
- 1763–1765 – Wojciech Biegaczewicz
- 1765–1766 – Kazimierz Stęplowski
- 1766–1768 – Jakub Marciszowski
- 1768–1769 – Kazimierz Stęplowski
- 1769–1771 – Antoni Żołędziowski
- 1771–1772 – Jakub Marciszowski
- 1772–1774 – Jan Rygalski
- 1774–1775 – Antoni Mikołaj Krząnowski
- 1775–1777 – Andrzej Dominik Lipiewicz

## Szkoła Główna Koronna (1777-1795)
- 1777–1782 – Antoni Żołędziowski[2]
- 1782–1786 – Hugo Kołłątaj[3]
- 1786–1790 – Feliks Oraczewski[4]
- 1790–1797 – Józef Tomasz Szabel[5]

## Szkoła Główna Krakowska (1795–1805)
- 1797-1805 – Stanisław Minocki

De 1805 a 1809, vinculada a la Universidad de Leópolis y germanizada.
- 1805 – Jakub Kraus
- 1805–1806 – Jan Nepomucen Hoffmann
- 1806–1807 – Franciszek Marx
- 1807–1808 – Jan Morak
- 1808 – Antoni Szaster
- 1808–1809 – Franciszek Kodesch

Repolonizada después de que Cracovia se uniera al Gran Ducado de Varsovia.
- 1809–1814 – Sebastian Sierakowski
- 1814–1817 – Walenty Litwiński

## Universidad Jaguelónica

### 1817–1899
- 1817–1821 – Walenty Litwiński
- 1821–1823 – Sebastian Girtler
- 1823–1826 – Józef Bonawentura Załuski[6]
- 1826–1831 – Sebastian Girtler
- 1831–1833 – Alojzy Rafał Estreicher
- 1833–1835 – Karol Hube
- 1835–1837 – Józef Wincenty Łańcucki
- 1837–1839 – Antoni Matakiewicz
- 1839–1841 – Maciej Józef Brodowicz
- 1841–1843 – Jan Kajetan Trojański
- 1843–1845 – Leon Laurysiewicz
- 1845–1847 – Adam Szymon Krzyżanowski
- 1847–1848 – Maciej Józef Brodowicz
- 1848–1851 – Józef Majer
- 1851–1852 – Florian Sawiczewski
- 1852 – Karol Teliga

- 1853–1860: Piotr Bartynowski (rector no elegido).

- 1860–1861 – Piotr Bartynowski
- 1861–1862 – Józef Dietl
- 1862–1863 – Ignacy Rafał Czerwiakowski
- 1863–1864 – Karol Teliga
- 1864–1865 – Antoni Wachholz
- 1865 – Julian Dunajewski
- 1865–1866 – Józef Majer
- 1866–1867 – Franciszek Tomasz Bratranek
- 1867–1868 – Karol Teliga
- 1868–1869 – Julian Dunajewski
- 1869–1870 – Fryderyk Skobel
- 1870–1871 – Józef Kremer
- 1871–1872 – Karol Teliga
- 1872–1873 – Edward Fierich
- 1873–1874 – Gustaw Piotrowski
- 1874–1875 – Emilian Czyrniański
- 1875–1877 – Fryderyk Zoll, Sr.
- 1877–1878 – Ludwik Karol Teichmann
- 1878–1879 – Józef Szujski
- 1879–1880 – Julian Dunajewski
- 1880–1881 – Maurycy Madurowicz
- 1881–1882 – Stefan Ludwik Kuczyński
- 1882–1883 – Józef Sebastian Pelczar
- 1883–1884 – Udalryk Heyzmann
- 1884–1885 – Lucjan Rydel
- 1885–1886 – Józef Łepkowski
- 1886–1887 – Stanisław Tarnowski
- 1887–1888 – Stanisław Spis
- 1888–1889 – Franciszek Kasparek
- 1889–1890 – Edward Korczyński
- 1890–1891 – Wincenty Zakrzewski
- 1891–1892 – Władysław Chotkowski
- 1892–1894 – Stanisław Madeyski
- 1894–1895 – Tadeusz Browicz
- 1895–1896 – Stanisław Smolka
- 1896–1897 – Feliks Kreutz
- 1897–1898 – Władysław Knapiński
- 1898–1899 – Józef Kleczyński
- 1899–1900 – Stanisław Tarnowski

### 1900-1999
- 1900–1901 – Maciej Jakubowski
- 1901–1902 – Edward Janczewski-Glinka
- 1902–1903 – Tadeusz Gromnicki
- 1903–1904 – Edmund Krzymuski
- 1904–1905 – Napoleon Cybulski
- 1905–1906 – Stefan Pawlicki
- 1906–1907 – Kazimierz Morawski
- 1907–1908 – Franciszek Gabryl
- 1908–1909 – Franciszek Fierich
- 1909–1910 – Józef Łazarski
- 1910–1911 – August Witkowski
- 1911–1912 – Władysław Szajnocha
- 1912–1913 – Fryderyk Zoll, Jr.
- 1913–1916 – Kazimierz Kostanecki
- 1916–1917 – Władysław Szajnocha
- 1917–1918 – Kazimierz Żorawski
- 1918–1919 – Maciej Sieniatycki
- 1919–1921 – Stanisław Estreicher
- 1921–1922 – Julian Nowak
- 1922–1923 – Władysław Natanson
- 1923–1924 – Jan Łoś
- 1924–1925 – Kazimierz Zimmermann
- 1925–1926 – Michał Rostworowski
- 1926–1928 – Leon Marchlewski
- 1928–1929 – Józef Kallenbach
- 1929–1930 – Henryk Ferdynand Hoyer
- 1930–1931 – Edmund Załęski
- 1931–1932 – Konstanty Michalski
- 1932–1933 – Stanisław Kutrzeba
- 1933–1936 – Stanisław Maziarski
- 1936–1938 – Władysław Szafer
- 1938–1939 – Tadeusz Lehr-Spławiński[7]
- 1942–1945 – Władysław Szafer[8]
- 1945–1946 – Tadeusz Lehr-Spławiński
- 1946–1948 – Franciszek Walter
- 1948–1956 – Teodor Marchlewski
- 1956–1958 – Zygmunt Grodziński
- 1958–1962 – Stefan Grzybowski
- 1962–1964 – Kazimierz Lepszy
- 1964–1972 – Mieczysław Klimaszewski
- 1972–1977 – Mieczysław Karaś
- 1977–1981 – Mieczysław Hess
- 1981–1987 – Józef Andrzej Gierowski
- 1987–1990 – Aleksander Koj
- 1990–1993 – Andrzej Pelczar
- 1993–1999 – Aleksander Koj
- 1999–2002 – Franciszek Ziejka

### Desde 2000
- 1999–2005 – Franciszek Ziejka
- 2005–2012 – Karol Musioł
- 2012–2020 – Wojciech Nowak
- 2020 –actualidad Jacek Popiel